# 3020 Naudts
3020 Naudts је астероид главног астероидног појаса са средњом удаљеношћу од Сунца која износи 2,760 астрономских јединица (АЈ).
Апсолутна магнитуда астероида је 12,2.